# Gymnonerius fuscus
Gymnonerius fuscus är en tvåvingeart som beskrevs av Christian Rudolph Wilhelm Wiedemann 1824. Gymnonerius fuscus ingår i släktet Gymnonerius och familjen Neriidae. Inga underarter finns listade i Catalogue of Life.